# Svratecká vodohospodářská naučná stezka
Svratecká vodohospodářská naučná stezka se táhne podél Svratky od Dalečína do vsi Švařec. O její vytvoření se zasloužilo město Bystřice nad Pernštejnem, záštitu převzal tehdejší ministr životního prostředí Libor Ambrozek. K otevření došlo v roce 2005. Celková délka je cca 16 km a na trase se nachází 22 zastavení.

## Vedení trasy
Ačkoliv na sebe jednotlivá zastavení navazují jen volně, je nejlepší začít trasu pod zámkem v Dalečíně. Stezka pak překračuje Svratku a pokračuje k VN Vír I. V tomto úseku se nachází prvních šest zastavení, další dvě zastávky jsou na začátku vodní nádrže. Další zastavení pak na návštěvníky čeká nedaleko přítoku, kterým je Písečenský potok. Stezka následně prochází místy zaniklého Chudobína a podél nádrže až na hráz (cestou má 4 zastavení). Na hrázi a cestou do obce Vír následují další 3 zastavení. Od rozcestí Vír-bus sleduje silnici II/388, přičemž v obci má ještě dvě zastavení, a následně silnici II/387 okolo VN Vír II, přes obec Koroužné do vsi Švařec. Ve Švařci je možnost si trasu prodloužit ke kryté lávce přes Svratku.

## Zastavení
- Vstupní informace
- Obec Dalečín
- Informace o službách
- Ochrana vod před komunálním znečištěním
- Vodní toky a jejich správa
- Svratka a její povodí
- Ochrana vodních zdrojů
- Ochrana vodárenské nádrže, Vír I.
- Účelová lesní komunikace, Přehradní
- Zaniklá obec Chudobín
- Eutrofizace-aktuální problém našich vod
- Význam lesů pro ochranu vod
- Vodárenská nádrž Vír I.
- Havárie jakosti vod
- Přehradní hráz Vír I.
- Úpravna vody Vír I.
- Využití vodní energie
- Obec Vír
- Informace o službách
- Vodní dílo Vír II.
- Obec Koroužné
- Vírský oblastní vodovod a úpravna vody Švařec